# Castelmarte
Castelmarte är en ort och kommun i provinsen Como i regionen Lombardiet i Italien. Kommunen hade 1 287 invånare (2018).